# Edson de Castro Homem
Edson de Castro Homem (ur. 17 kwietnia 1949 w Rio de Janeiro) – brazylijski duchowny katolicki, biskup Iguatú w latach 2015–2021.

## Życiorys
Święcenia kapłańskie przyjął 18 października 1977 z rąk kardynała Eugênio de Araújo Salesa. Inkardynowany do archidiecezji São Sebastião do Rio de Janeiro, pracował przede wszystkim jako wykładowca i pracownik archidiecezjalnych seminariów oraz instytutów teologicznych w Rio de Janeiro. Był także proboszczem kilku okolicznych parafii.
16 lutego 2005 papież Jan Paweł II mianował go biskupem pomocniczym archidiecezji Rio de Janeiro oraz biskupem tytularnym Mutia. Sakry biskupiej udzielił mu 12 marca 2005 kardynał Eusébio Scheid.
6 maja 2015 papież Franciszek mianował go biskupem diecezji Iguatú.
24 lutego 2021 papież Franciszek przyjął jego rezygnację z pełnionej funkcji.